# Stanisław Kaczmarczyk
Stanisław Kaczmarczyk ps. „Detal” (ur. 1 stycznia 1920, zm. 24 maja 1946) – polski kolejarz, żołnierz PAS.

## Życiorys
Syn Franciszka. W 1945 pracował jako dyżurny ruchu PKP i był żołnierzem PAS Okręgu Lubelskiego NSZ (NZW). Aresztowany w lipcu 1945.
19 marca 1946 sąd okręgowy w Warszawie pod przewodnictwem ppłk. Alfreda Janowskiego skazał go wraz z sześcioma towarzyszami walki w tzw. „procesie 23 Okręgu Lubelskiego” NSZ i NZW na karę śmierci. Nr. sprawy W.1692/46. Został stracony 24 maja 1946 wraz z sześcioma współskazanymi.
Dokładne miejsce pochówku jego jest nieznane. Grób symboliczny znajduje się na Cmentarzu Wojskowym w Warszawie w Kwaterze "na Łączce".